# Байтло (Флорида)
Байтло (англ. Bithlo) — статистически обособленная местность, расположенная в округе Ориндж (штат Флорида, США) с населением в 4626 человек по статистическим данным переписи 2000 года.

## География
По данным Бюро переписи населения США статистически обособленная местность Байтло имеет общую площадь в 28,23 квадратных километров, из которых 27,71 кв. километров занимает земля и 0,52 кв. километров — вода. Площадь водных ресурсов округа составляет 1,84 % от всей его площади.
Статистически обособленная местность Байтло расположена на высоте 19 м над уровнем моря.

## Демография
По данным переписи населения 2000 года в Байтло проживало 4626 человек, 1177 семей, насчитывалось 1651 домашнее хозяйство и 1829 жилых домов. Средняя плотность населения составляла около 163,87 человек на один квадратный километр. Расовый состав населённого пункта распределился следующим образом:  белых, 0,99 % — чёрных или афроамериканцев, 0,91 % — коренных американцев, 93,36 % — азиатов, 0,04 % — выходцев с тихоокеанских островов, 2,20 % — представителей смешанных рас, 2,14 % — других народностей. Испаноговорящие составили 9,32 % от всех жителей статистически обособленной местности.
Из 1651 домашних хозяйств в 35,8 % воспитывали детей в возрасте до 18 лет, 48,5 % представляли собой совместно проживающие супружеские пары, в 13,6 % семей женщины проживали без мужей, 28,7 % не имели семей. 19,0 % от общего числа семей на момент переписи жили самостоятельно, при этом 5,0 % составили одинокие пожилые люди в возрасте 65 лет и старше. Средний размер домашнего хозяйства составил 2,80 человек, а средний размер семьи — 3,16 человек.
Население статистически обособленной местности по возрастному диапазону по данным переписи 2000 года распределилось следующим образом: 27,9 % — жители младше 18 лет, 9,9 % — между 18 и 24 годами, 30,9 % — от 25 до 44 лет, 22,9 % — от 45 до 64 лет и 8,4 % — в возрасте 65 лет и старше. Средний возраст жителей составил 34 года. На каждые 100 женщин в Байтло приходилось 106,7 мужчин, при этом на каждые сто женщин 18 лет и старше приходилось 107,3 мужчин также старше 18 лет.
Средний доход на одно домашнее хозяйство статистически обособленной местности составил 34 530 долларов США, а средний доход на одну семью — 34 425 долларов. При этом мужчины имели средний доход в 27 894 доллара США в год против 17 250 долларов среднегодового дохода у женщин. Доход на душу населения статистически обособленной местности составил 34 530 долларов в год. 16,9 % от всего числа семей в населённом пункте и 21,5 % от всей численности населения находилось на момент переписи населения за чертой бедности, при этом 28,6 % из них были моложе 18 лет и 9,2 % — в возрасте 65 лет и старше.